# کتابخانه شهر کوئوپیو
کتابخانه شهر کوئوپیو (انگلیسی: Kuopio City Library، فنلاندی: Kuopion kaupunginkirjasto) یک کتابخانه شهری و منطقه‌ای در کوئوپیو، فنلاند است. ساختمان اصلی کتابخانه در منطقه واهتی‌ووئوری واقع شده است. همچنین ۱۳ شعبه کتابخانه دیگر و سه کتابخانه سیار در مناطق کوئوپیو وجود دارد.
ساختمان فعلی کتابخانه اصلی در کووپیو توسط معمار متی هاکالا طراحی و در سال ۱۹۶۷ تکمیل شد. پیش از آن، کتابخانه در همان محل موزه کوئوپیو قرار داشت. در بهار ۲۰۲۱، ساختمان جدید هیلا بین موزه کووپیو و ساختمان کتابخانه، که توسط معماران آکی داویدسون و جانا تارکلا طراحی شده بود، تکمیل شد. این امر به اتحاد مجدد کتابخانه اصلی و موزه کمک می‌کند و به همین دلیل محله کانتی (Kantti-kortteli) نامگذاری شده است که میراث فرهنگی را گرامی می‌دارد.